# Mandres
Mandres ist eine französische Gemeinde mit 350 Einwohnern (Stand: 1. Januar 2022) im Département Eure in der Region Normandie (vor 2016 Haute-Normandie). Sie gehört zum Arrondissement Bernay (bis 2017: Arrondissement Évreux) und zum Kanton Verneuil d’Avre et d’Iton. Die Einwohner werden Mandrais genannt.

## Geographie
Mandres liegt etwa 40 Kilometer südsüdwestlich von Évreux. Umgeben wird Mandres von den Nachbargemeinden Verneuil d’Avre et d’Iton im Norden und Osten, Pullay im Süden, Les Barils im Südwesten sowie Bourth im Westen.

## Bevölkerungsentwicklung
| Jahr                       | 1962 | 1968 | 1975 | 1982 | 1990 | 1999 | 2006 | 2019 |
| Einwohner                  | 197  | 184  | 237  | 284  | 376  | 342  | 351  | 376  |
| Quellen: Cassini und INSEE |      |      |      |      |      |      |      |      |

## Sehenswürdigkeiten
- Kirche Saint-Pierre aus dem 16. Jahrhundert
- Herrenhaus La Taillerie
- Hippodrom

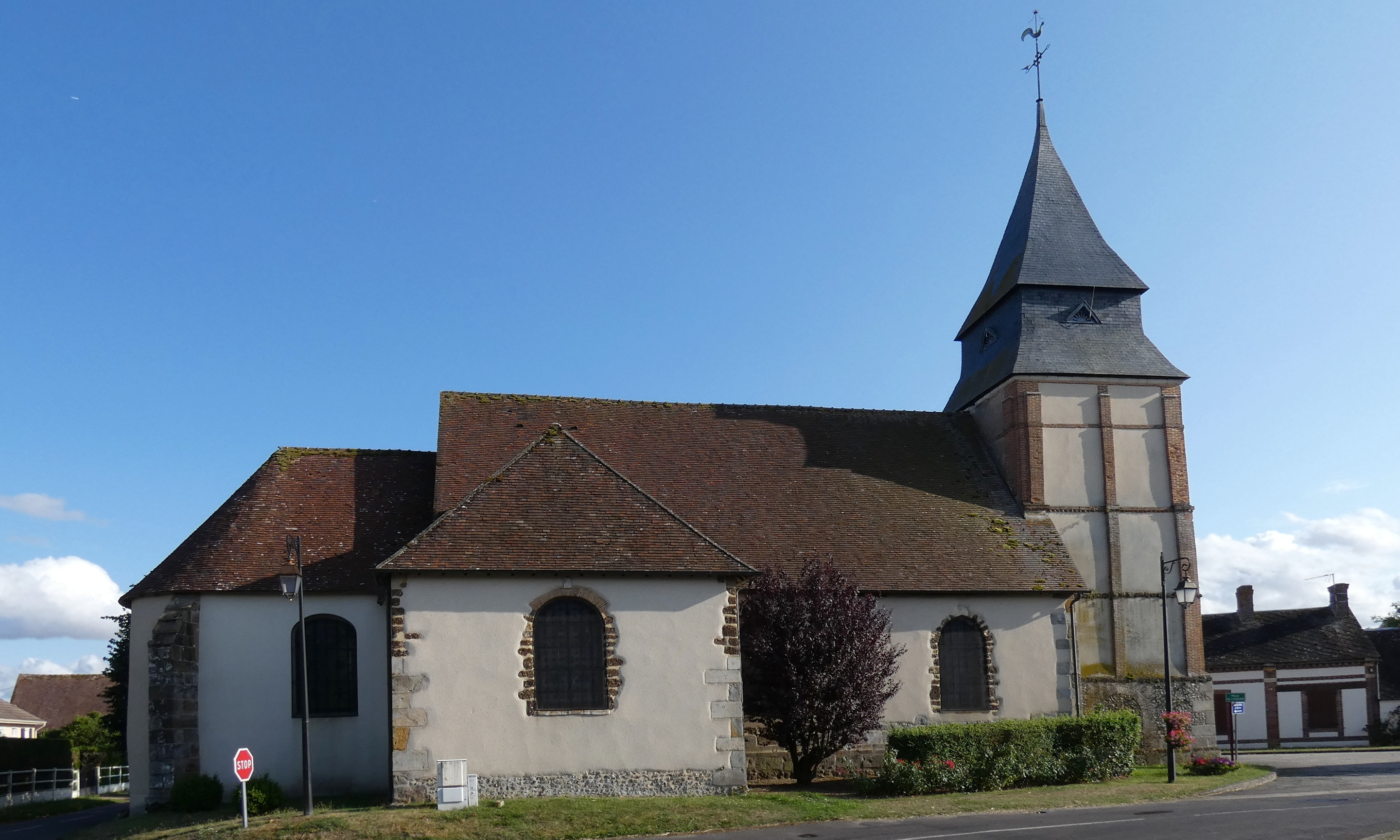
Kirche Saint-Pierre
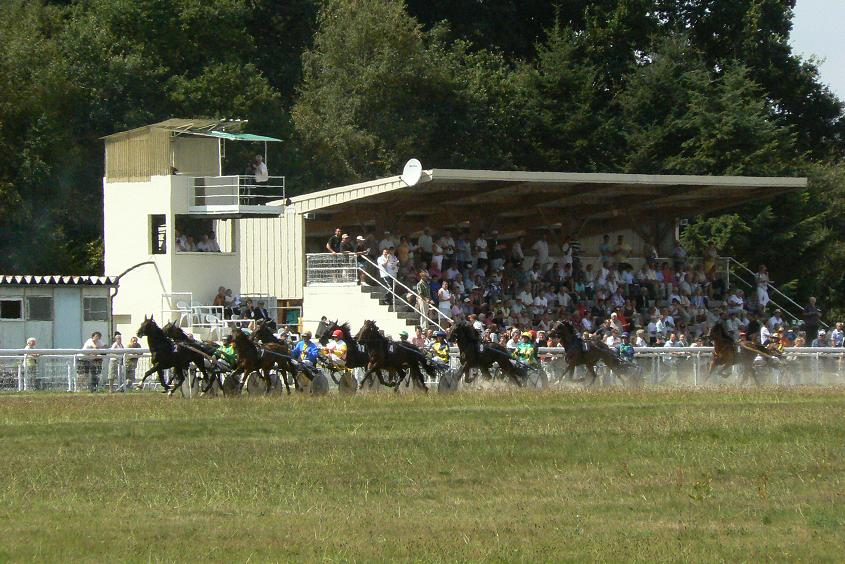
Hippodrom

## Persönlichkeiten
- Victor-Jean-François Loche (1806–1863), Naturforscher
- Jean Dybowski (1856–1928), Botaniker, Agronom